# Квартет Арі Роланда
Квартет Арі Роланда (англ. Ari Roland Quartet) — американський джазовий квартет із Нью-Йорка.
Колектив складається з Арі Роланда (контрабас), Заїда Нассера (альт-саксофон), Паскуале Грассо (гітара), Кіта Балла (барабан)
Квартет грає класичний джаз, що є типовим для 30-50-х років ХХ сторіччя — так званої золотої ери джазу. До репертуару колективу входять твори таких легенд, як Чарлі Паркер, Діззі Гілєспі, Біллі Холідей і оригінальні композиції.
Квартет гастролює по світу.

## В Україні
Наприкінці 2013 року за сприяння посольства США в Україні, українських фондів та підприємців Квартет Арі Роланда гастролював в Україні.
Зокрема, 3 грудня 2013 р. в актовій залі Вінницької дитячої школи мистецтв відбулась творча зустріч квартету Арі Роланда (США) з вихованцями мистецьких шкіл м. Вінниці та любителями джазової музики. Колектив виконав оригінальні джазові композиції, а також з квартетом звучав чарівний голос американської співачки Яали Баллін.